# Народноослободилачка војска Југославије
Народноослободилачка војска Југославије (НОВЈ; мкд. Народноослободителна војска на Југославија, словен. Narodnoosvobodilna vojska Jugoslavije), такође југословенски партизани или Титови партизани, била је оружана сила антифашистичког Народноослободилачког покрета Југославије (НОП), која је дјеловала под руководством Комунистичком партијом Југославије (КПЈ) током Другог свјетског рата. НОВЈ је била најмоћнија и најорганизованија међу оружаним силама антифашистичких покрета отпора у европским земљама које су биле под окупацијом нациста и њихових савезника (с изузетком територије Совјетског Савеза). Од јула 1941. до маја 1945. водила је, без обзира на људске жртве, ослободилачки и одбрамбени рат против окупаторских снага Сила Осовине и њихових сарадника и савезника, као и грађански рат за политичку власт у Југославији. На крају рата, НОВЈ је учествовала у масовним погубљењима предатих и заробљених војника Вермахта, Хрватских оружаних снага и других колаборациониста.
Због честих реорганизација, током рата, неколико пута је мијењала називе:
- Народноослободилачки партизански одреди Југославије (НОПОЈ; мкд. Народноослободилетни партизански одреди на Југославија) — од јуна 1941. до јануара 1942;
- Народноослободилачка партизанска и добровољачка војска Југославије (НОП И ДВЈ; мкд. Народноослободилетни партизански одреди и добровољна војска на Југославија) — од јануара 1942. до новембра 1942;
- Народноослободилачка војска и партизански одреди Југославије (НОВ и ПОЈ; мкд. Народноослободилетна војска и партизански одреди на Југославија, словен. Narodnoosvobodilna vojska in partizanski odredi Jugoslavije) — од 1. новембра 1942. до 1. марта 1945. године.

Стварање партизанске оружане силе на територији Југославије које су окупирале и подијелили Силе Осовине почело је убрзо након напада Нацистичке Њемачке на Совјетски Савез. Политбиро Централног комитета КПЈ се 22. јуна 1941. обратио народу земље са прогласом да се припреме за оружану борбу против колаборациониста и окупатора. У Београду је 27. јуна основан Главни штаб (од септембра 1941. Врховни штаб) Народноослободилачких партизанских одреда Југославије, на челу са Јосипом Брозом Титом. Политбиро ЦК КПЈ је усвојио 4. јула 1941. одлуку о преласку на општи устанак против окупатора и колаборациониста, обављену у прогласу ЦК КПЈ народима Југославије 12. јула 1941. године.
Процес стварања и развоја НОВЈ обухватао је четири етапе. У почетку, од почетка устанка у јулу 1941, главни организовани облик оружане силе народноослободилачког покрета били су партизански одреди. Главни штаб НОПОЈ, са седиштем у селу Столице (данас дио села Брштица код Крупња), донео је одлуку о јединственој организацији оружаних снага и постепеном преласка на формирање редовних војних јединица. Друга етапа је повезана са стварањем мобилних јединица — бригада, од којих је прва била 1. пролетерска ударна бригада, формирана 21. децембра 1941. године. Трећа етапа је почела 1. новембра 1942. од дана издавања наређења врховног команданта НОВЈ о формирању првих дивизија и корпуса.
Током четврте етапе, које је почела у другој половини 1944, НОВЈ је реструктурисана по совјетском моделу како би се прилагодила захтјевима извођења фронталних војних операције и формирана су оперативно-стратешка удружења, армијске групе и армије. НОВ и ПОЈ је 1. марта 1945. прерасла у Југословенску армију (ЈА), Врховни штаб НОВ и ПОЈ је реорганизован у Генералштаб Југословенске армије, основани су Министарство народне одбране и Војни кабинет, завршено је оформљене организационе структуре оружаних снага, створени су и развијени видови, родови и службе оружаних снага.
Крајем 1941. у редовима НОВ и ПОЈ борило се око 80.000 људи, а на дан завршетка рата, 15. маја 1945. Југословенска армија је бројала 800.000 припадника.

## Операције
Партизани су водили герилску кампању која је постепено добијала све више подршке код становништва. Народни комитети су организовани да делују као цивилне владе у ослобођеним територијама, а чак је и покренута ограничена производња оружја. Али они су имали две велике предности над осталим војним и паравојним формацијама у бившој Југославији.
Прва и тренутна предност је био мали, али поуздан кадар ветерана из Шпанског грађанског рата, који су, за разлику од осталих у то време, имали неког искуства у модерном рату са околностима које нису биле много другачије од Другог светског рата у Југославији.
Друга предност, која је постајала све важнија у каснијим етапа рата је била чињеница да су партизани основани на идеолошкој, а не на националној бази. Зато су партизани могли да очекују барем некакву подршку у било ком крају земље, за разлику од осталих паравојних формација ограничених на територије са српском или хрватском већином. Ово је омогућило партизанима да буду покретљивији и да попуњавају редове већим бројем потенцијалних регрута. Окупаторске и квислиншке снаге су биле добро упознате са проблемом који су представљали партизани и покушали су да их униште у седам великих антипартизанских офанзива. Највеће офанзиве су комбиновале снаге Вермахта, СС-а, фашистичке Италије, Бугарске, усташа и четничке.

### Устанци
Партизанске одреде је формирала и предводила Комунистичка партија Југославије (КПЈ) на челу са Јосипом Брозом Титом. КПЈ је почела да се припрема за борбу (и долазак на власт) одмах након инвазије сила Осовине априла 1941. Истакнути партијски функционери су постали војни руководиоци са задатком да формирају партизанске одреде. Краткотрајни Априлски рат, комадање Југославије, стварање НДХ и осталих квислиншких творевина, терор окупатора и осталих колаборациониста створили су расположење код народа (превасходно српског) да се окупатору треба супротставити. Политбиро ЦК КПЈ је 4. јула 1941. године донео одлуку о почетку оружане борбе. Ова одлука је инспирисана уласком Совјетског Савеза у рат против Немачке и ангажовањем главних Хитлерових снага на Источном фронту, као и позивом Коминтерне свим поробљеним народима Европе да се укључе у рат против сила Осовине, као највећег зла човечанства.
Прва партизанска јединица је био Сисачки партизански одред, званично основан близу Сиска 22. јуна 1941. Ипак, разне војне организације са више или мање везе са КПЈ су биле укључене у разна пружања отпора силама Осовине који су избили у подручјима Југославије насељеним углавном Србима након почетка операције Барбароса. У Београду је основан Главни штаб партизанских одреда Југославије, а КПЈ је званично одлучила да покрене оружани устанак 4. јула 1941, даном који се касније славио као Дан борца — државни празник СФРЈ. 7. јула 1941, Ваљевски партизански одред је извршио акцију у селу Бела Црква у Рађевини. Тај дан се након ослобођења славио као Дан устанка у Србији.
Устанак против немачког и италијанскога окупатора је избио јула 1941. прво на подручју централне Србије и Црне Горе. У њему су учествовали још недовољно разлучене присталице комунистичких партизана и српских ројалистичких четника под вођством пуковника Драгољуба Михаиловића. У јесен 1941, партизани су образовали Ужичку републику на ослобођеној територији у западној Србији. На саветовању у Столицама код Крупња 26. и 27 . септембра донесена је одлука да сви партизански борци и старешине носе на капи као знак распознавања црвену петокраку изнад националних тробојки, а главни штаб је преименован у Врховни штаб. Новембра 1941, немачки војници су поново освојили ову територију, док је већина партизанских снага побегло према Босни.
Тај устанак је сломљен снажном немачко-италијанском офанзивом након које су уследиле тешке репресалије, као и рат између партизана и четника који су имали непомирљиве политичке циљеве у будућности. Отада, све до 1944, Србија и већи део Црне Горе су остали под контролом четника и припадника режима (Милана Недића и Димитрија Љотића).

### Најтеже борбе
Борба се пренела на подручје НДХ, где су се од 1942. до 1943. водиле пресудне борбе које су одредиле будућност Југославије у следећим деценијама.
21. децембра 1941, партизани су у Руду формирали Прву пролетерску бригаду — прву регуларну јединицу која је могла да дејствује изван места где је основана. 1942, те јединице и партизански одреди су се спојили у Народноослободилачку војску (НОВ) и Партизанске одреде Југославије (ПОЈ), а касније у Југословенску армију 1. марта 1945.
У овом периоду, Фоча је постала центар слободне територије. Непосредно по партизанском заузимању источне Босне, априла 1942. године је уследила удружена осовинска операција Трио, коју је предводио немачки генерал Паул Бадер. Прва пролетерска бригада је тада извршили исцрпљујући Игмански марш преко залеђене планине да би избегли уништење.
У јуну и јулу 1942. окупатори су уз помоћ усташа и четника повели велику офанзиву против партизанског упоришта на Козари, у западној Босни. Након тешке битке на Козари, која је вођена преко месец дана, осовинске снаге су успеле да поразе партизане, чинећи масовне злочине и депортујући 68.600 Козарчана, укључујући 23.000 деце, у концентрационе логоре. Крајем јула и средином августа 1942. године, партизанске бригаде су извршиле продор из источне у западну Босну, ослобађајући низ градова од усташа и Италијана. Битка за Бихаћ од 2. до 4. новембра је једна од највећих победа Народноослободилачке војске у 1942. години. У њој је осам бригада НОВЈ уништило усташко-домобранске гарнизоне у Бихаћу и околним местима. Ово је веома уздрмало ауторитет НДХ и ограничило домен важења њених установа. Ослобађањем Бихаћа повезана је слободна територија у Босанској Крајини и централној Босни са слободном територијом у Далмацији, Лици, Кордуну и на Банији. Тако је формирана непрекидна слободна територија од Карловца до Ливна на којој су образоване многе војне и цивилне институције, позната као Бихаћка република. Ослобођени Бихаћ постао је војно, политичко и културно средиште Народноослободилачког покрета.

### Преокрет
Током 1943. на подручју НДХ вођене су пресудне борбе које су одредиле исход Другог светског рата у Југославији. Крајем јануара 1943. године удружене снаге Осовине у првој фази амбициозне операције Вајс су заузеле пространу слободну територију, познату као Бихаћка република, а главнина партизанских снага је из западне Босне започела пробој ка источној Херцеговини и Црној Гори. Четнички вођа Михаиловић је, уз помоћ Италијана, сабио партизане у кањону Неретве са намером да их докрајчи. Четничке снаге су бројале око 12.000 и запоселе све висове са лијеве стране Неретве, тако да су партизани били са свију страна опкољени у долини реке. У готово безнадежном положају, партизани су одбацили Немце код Горњег Вакуфа, након чега почетком марта прелазе реку. Упркос тешким губицима, партизани су сачували знатне снаге, осигурали сигурност Врховном штабу, спасили своје рањенике и наставили са борбама. И поред италијанске подршке, четничке снаге су на Неретви потпуно разбијене.
Пораз четника у бици на Неретви (март 1943) избацио их је с историјске позорнице као могуће господаре у будућој Југославији.
Маја 1943. године удружене снаге четири осовинске државе (нацистичке Немачке, фашистичке Италије, Бугарске и НДХ) започеле су операцију Шварц против југословенских партизана и четника. Јуна 1943. партизани су уз велике губитке, извршили пробој из осовинског обруча и запосели територију у југоисточној Босни.
Током рата партизани су успели да стекну моралну, као и ограничену подршку Савезника, који су до тада подржавали генерала Михаиловића.

### Савезничко признање
Након Техеранске конференције 1943. партизани су званично признати за легитимну силу од стране Савезника, који су касније, на предлог бригадног генерала Фицроја Маклејна, основали балкански одсек РАФ-а, са циљем да преноси пошиљке и обезбеђује ваздушну подршку партизанима.
Политички, најважније одлуке су донете 29. новембра 1943. на заседању АВНОЈ-а у босанском градићу Јајцу, када је забрањен повратак краља Петра II Карађорђевића у Југославију, основана привремена влада, Тито проглашен за маршала и председника Националног комитета ослобођења Југославије, те зацртана будућност Југославије као државе састављене од федералних република.
Са савезничком ваздушном подршком и уз помоћ Црвене армије, у другој половини 1944. партизани су преусмерили пажњу на Србију, у којој је било релативно мало борби од пада Ужичке републике. 20. октобра 1944. партизани и Црвена армија су ослободили Београд у заједничкој операцији. Крајем 1944. партизани су контролисали целу источну половину Југославије — Србију, Македонију и Црну Гору, као и далматинску обалу.
Године 1945, партизани, који су сада бројали 800.000 људи, су поразили Вермахт и усташе, пробивши Сремски фронт крајем зиме, заузевши Сарајево почетком априла и остатак Хрватске и Словеније до половине маја. Након заузимања Ријеке и Истре, које су пре рата припадале Италији, партизани су ушли у Трст дан пре Савезника.

## Партизанско ваздухопловство
Маја 1942, пилоти два авиона који су припадали ратном ваздухопловству НДХ, Руди Чајавец и Фрањо Клуз, су прешли на страну партизана у Босни и касније се користили своје авионе против снага осовина. Иако је то кратко трајало због недостатка инфраструктуре, ово је био први пример покрета отпора који је имао своје ваздухопловство. Партизани су касније стекли стално ваздухопловство добивши авионе, опрему и вежбу од РАФ 1944.

## Партизанска морнарица
9. септембра 1942, партизани у Далмацији су основали прву поморску јединицу састављену од рибарских бродова, која је постепено прерасла у силу способну да се бори са италијанском морнарицом и Кригсмаринеом и да врши сложене амфибијске операције.

## Етнички састав
Огромну већину партизана на територији НДХ чинили су Срби побегли од усташког клања.
Ту чињеницу потврђују сви извори од докумената партизанске провенијенције (извештаји настали у току рата о националном саставу, говори партизанских челника, послератни мемоари учесника рата итд) па до документа немачке провенијенције који су само српско становништво у тзв. НДХ сматрали непријатељем.
Према документима насталим у току рата (извештаји и бројном и националном саставу партизана), а објављеним након рата у Зборнику докумената, том V, књига 30 национални састав дивизија насталих на тлу Хрватске је 1942. је био:
- Шеста личка дивизија — 96% Срба;
- Седма банијска дивизија — 92% Срба
- Осма кордунашка дивизија — 95% Срба
- Дванаеста славонска дивизија — 85% Срба

У далматинским бригадама састав је био мешовит мада углавном са хрватском већином од око 70-80% осим у бригадама са севера Далмације које су имале већи проценат Срба.
Према записнику у свом говору на Другом засједању АВНОЈ-а хрватски комуниста и представник НОП-а Хрватске Владимир Бакарић је између осталог рекао: „На првом засједању ми смо били више представници српског отпора у Хрватској него представници НОП Хрватске.” (извор-С. Нешовић-Прво и Друго засједање АВНОЈ-а. pp. 281)
Партизански отпор, а у много мањој мјери четнички, спасио је Србе на територији НДХ од потпуне пропасти. На хиљаде Срба, особито млађих, суочених с алтернативом: или под усташки нож или у шуму, отишло је у шуму гдје их се већина придружила партизанима. Све до 1943. већина партизана на територију усташке државе чинили су Срби с тих подручја, и ако су истовремено други Срби из усташке државе прилазили четницима.
Приликом Титовог сусрета са Черчилом у Казерти 1944. Тито је говорећи о својој војсци рекао да су у почетку у њој били скоро искључиво Срби,
Морамо овдје повући чињеницу да се у редовима Народноослободилачке војске и партизанских одреда Југославије, од самог почетка па до данас налазе у огромној већини баш Срби, умјесто да то буде обратно. Баш српски, црногорски, босански и лички партизани и бригаде, које су биле састављене готово искључиво од Срба, водиле су и данас воде немилосрдну борбу не само против окупатора, већ и против четника Драже Михаиловића и осталих непријатеља народа.
али да је сада (то јест 1944) састав вишенационалан. На то се Черчил окренуо Шубашићу и Косановићу који су му климајући потврдили Титове речи. У Хрватској ће се Хрвати, углавном из Далмације, први пут почети укључивати у партизане тек од друге половине 1942. Та појава ће међу Далматинцима бити раширена уочи и након капитулације Италије 1943. А 1944 кад је већ било јасно питање победника прелазак Хрвата у партизане био је масован, нарочито после Титовог обећања да ће амнестирати све припаднике квислиншких формација ако до 1. септембра 1944 пређу у партизане. Тад у партизане прелази велики број домобрана па чак и неке бивше усташе. На крају рата (крај 1944) када се редови партизана пуне бившим домобранима и усташама, међу партизанима у Хрватској је Хрвата два и по пута више него Срба мада додуше чак и тада Срби учествују у саставу партизана дупло више него што би се могло очекивати на основу њиховог учешћа у броју становништва Хрватске.
Док се у Хрватској Хрвати почињу укључивати у партизане у другој половини рата, у БиХ ће огромну већину партизана чинити Срби чак и до самог краја рата.
| ПАРТИЗАНСКА ЗАКЛЕТВА | Споменик „Позив на устанак” |
| --- | --------------------------- |
| Текст прве партизанске заклетве, објављен 19. августа 1941. у Билтену Главног штаба НОП одреда Југославије | Споменик „Позив на устанак” |
| Ми, народни партизани Југославије, латили смо се оружја за немилосрдну борбу против крволочних непријатеља који поробише нашу земљу и истребљују наше народе. У име слободе и правде нашег народа заклињемо се да ћемо дисциплиновано, упорно и неустрашиво, не штедећи своје крви и животе, водити борбу до потпуног уништења фашистичког освајача и свих народних издајника | Споменик „Позив на устанак” |
| Текст партизанске заклетве, објављен маја 1943. у Билтену Врховног штаба НОВ и ПО Југославије | Споменик „Позив на устанак” |
| Ја име и презиме заклињем се чашћу свог народа да ћу у редовима народноослободилачке војске верно служити свом народу, борећи се против окупатора и домаћих издајника — непријатеља народне слободе и народних права. Заклињем се да ћу дисциплиновано и свесно вршити своје дужности и извршавати наредбе својих претпостављених. Кунем се да нећу испустити оружје из својих руку док наша земља не буде очишћена од окупатора и док народу не буду осигурана сва његова права и слобода. Спреман сам примити сваку казну због прекршаја ове моје заклетве. Смрт фашизму — слобода народу | Споменик „Позив на устанак” |
| На слици десно — Споменик „Позив на устанак”, рад вајара Војина Бакића, који се налази испред Музеја „4. јули” у Београду |                             |